# محكمة الخزانة

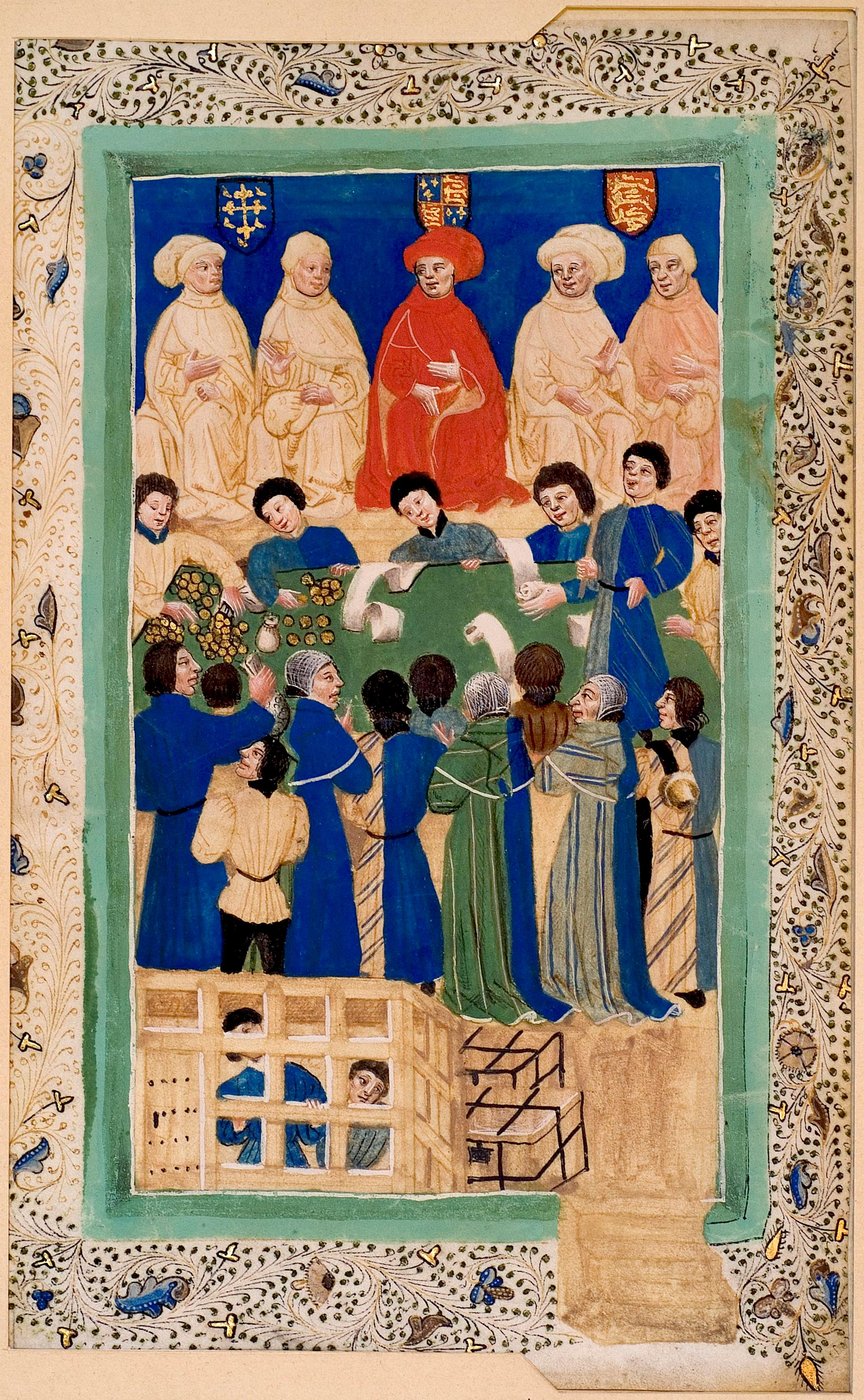
كذاب المناشدات في العمل

محكمة الخزانة كانت محكمة تعالج مسائل الإنصاف ، ومجموعة من المبادئ القانونية القائمة على القانون الطبيعي والقانون العام في إنجلترا وويلز .
نتج عن سمعة محكمة ديوان في التأخير والنفقات في نقل جزء كبير من أعمالها إلى الخزانة. لقرب الخزانة و الديوان باختصاصات مماثلة من بعضهما البعض على مر السنين ، تم تقديم حجة خلال القرن التاسع عشر مفادها أن وجود محكمتين متطابقتين يبدو غير ضروري.
ونتيجة لذلك ، فقدت الخزانة اختصاصها في حقوق الملكية. وتم حل الخزانة رسميًا كهيئة قضائية بموجب أمر في 16 ديسمبر 1880.
كان اختصاصها ، في أوقات مختلفة ، القانون العام ، أو الإنصاف ، أو كليهما. في البداية كانت محكمة لكل من القانون العام والإنصاف ، فقدت الكثير من اختصاصها في القانون العام بعد تشكيل محكمة الالتماسات العامة ، ومنذ ذلك الحين أصبحت معنية بالمسائل العادلة وتلك المسائل المتعلقة بالقانون العام التي لديها السلطة التقديرية لمحاولة ، القيام ب الإجراءات المرفوعة ضد مسؤولي الخزانة والإجراءات التي رفعها الملك ضد المدينين غير المسددين.